# Australiens Grand Prix 2022

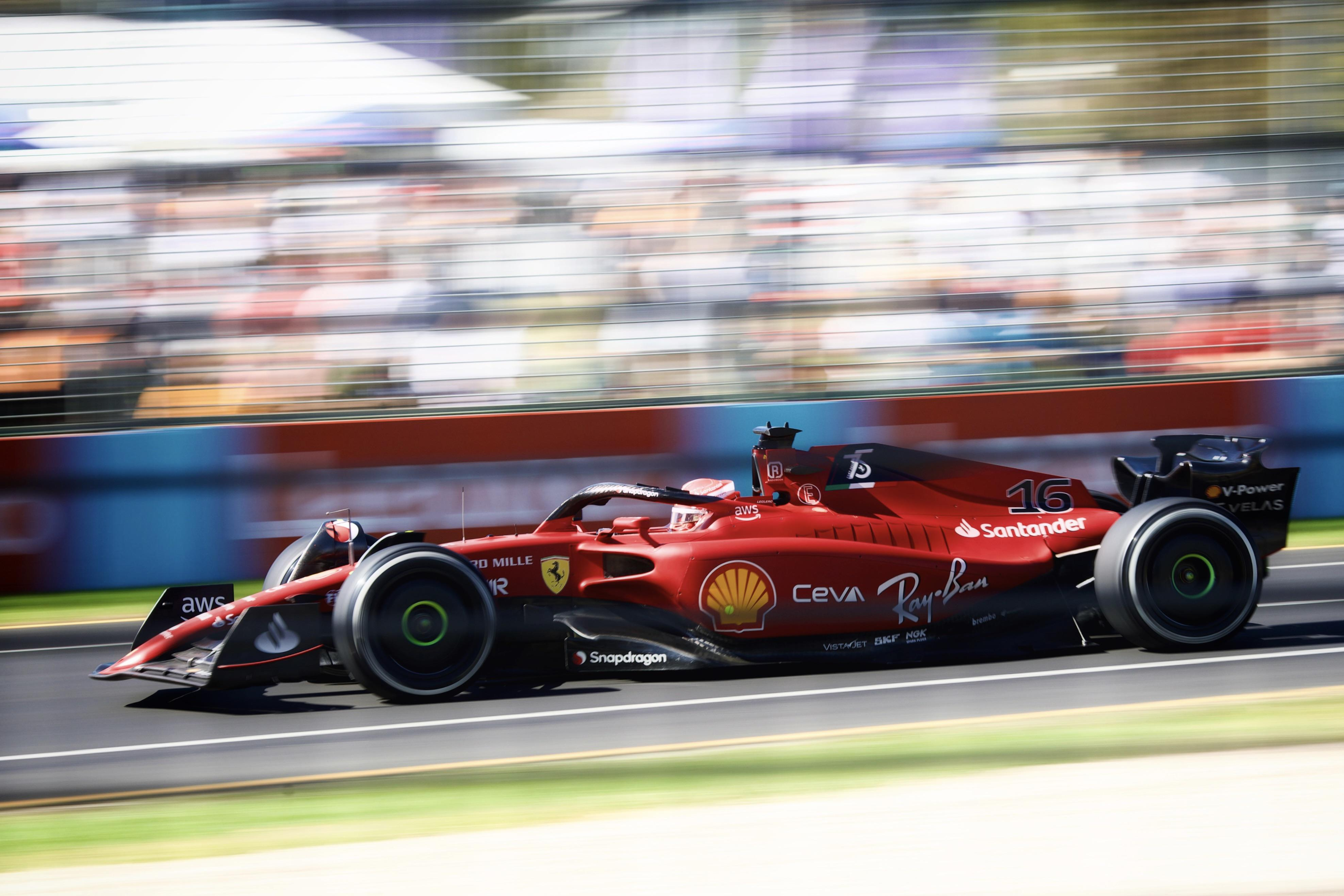
Charles Leclerc i sin Ferrari F1-75 under ett av träningspassen den 8 april 2022.

Australiens Grand Prix 2022, officiellt Formula 1 Heineken Australian Grand Prix 2022, var ett Formel 1-lopp som kördes den 10 april 2022 på Albert Park Circuit i Melbourne i Australien. Loppet var det tredje loppet ingående i Formel 1-säsongen 2022 och kördes över 58 varv.
Loppet var det första Australiska Grand Prix sedan 2019, då 2020 års upplaga ställts in, timmar innan den första träningen, på grund av den rådande coronaviruspandemin, samt att även 2021 års upplaga ställts in på grund av effekterna av pandemin i Australien. Valtteri Bottas startade som titelförsvarare, då han segrade i 2019 års upplaga med Mercedes.

## Ställning i mästerskapet före loppet
| Pos. | Förare            | Poäng |
| ---- | ----------------- | ----- |
| 1 ▬  | Charles Leclerc   | 45    |
| 2 ▬  | Carlos Sainz, Jr. | 33    |
| 3 ▬  | Max Verstappen    | 25    |
| 4 ▬  | George Russell    | 22    |
| 5 ▬  | Lewis Hamilton    | 16    |

| Pos. | Konstruktör    | Poäng |
| ---- | -------------- | ----- |
| 1 ▬  | Ferrari        | 78    |
| 2 ▬  | Mercedes       | 38    |
| 3 ▬  | Red Bull       | 37    |
| 4 ▬  | Alpine-Renault | 16    |
| 5 ▬  | Haas F1 Team   | 12    |

- Notering: Endast de fem bästa placeringarna i vardera mästerskap finns med på listorna.

## Kvalet
Kvalet ägde rum den 9 april kl. 16:00 lokal tid och varade i en timme. Valtteri Bottas missade att nå Q3 för första gången på 103 kval. Charles Leclerc tog pole position före Max Verstappen och Sergio Pérez.
| Pos.                    | Nr. | Förare           | Konstruktör           | Kvaltider | Kvaltider | Kvaltider | Start- grid |
| Pos.                    | Nr. | Förare           | Konstruktör           | Q1        | Q2        | Q3        | Start- grid |
| ----------------------- | --- | ---------------- | --------------------- | --------- | --------- | --------- | ----------- |
| 1                       | 16  | Charles Leclerc  | Ferrari               | 1:18.881  | 1:18.606  | 1:17.868  | 1           |
| 2                       | 1   | Max Verstappen   | Red Bull Racing-RBPT  | 1:18.580  | 1:18.611  | 1:18.154  | 2           |
| 3                       | 11  | Sergio Pérez     | Red Bull Racing-RBPT  | 1:18.834  | 1:18.340  | 1:18.240  | 3           |
| 4                       | 4   | Lando Norris     | McLaren-Mercedes      | 1:19.280  | 1:19.066  | 1:18.703  | 4           |
| 5                       | 44  | Lewis Hamilton   | Mercedes              | 1:19.401  | 1:19.106  | 1:18.825  | 5           |
| 6                       | 63  | George Russell   | Mercedes              | 1:19.405  | 1:19.076  | 1:18.933  | 6           |
| 7                       | 3   | Daniel Ricciardo | McLaren-Mercedes      | 1:19.665  | 1:19.130  | 1:19.032  | 7           |
| 8                       | 31  | Esteban Ocon     | Alpine-Renault        | 1:19.605  | 1:19.136  | 1:19.061  | 8           |
| 9                       | 55  | Carlos Sainz Jr. | Ferrari               | 1:18.983  | 1:18.469  | 1:19.408  | 9           |
| 10                      | 14  | Fernando Alonso  | Alpine-Renault        | 1:19.192  | 1:18.815  | No time   | 10          |
| 11                      | 10  | Pierre Gasly     | AlphaTauri-RBPT       | 1:19.580  | 1:19.226  | N/A       | 11          |
| 12                      | 77  | Valtteri Bottas  | Alfa Romeo-Ferrari    | 1:19.251  | 1:19.410  | N/A       | 12          |
| 13                      | 22  | Yuki Tsunoda     | AlphaTauri-RBPT       | 1:19.742  | 1:19.424  | N/A       | 13          |
| 14                      | 24  | Zhou Guanyu      | Alfa Romeo-Ferrari    | 1:19.910  | 1:20.155  | N/A       | 14          |
| 15                      | 47  | Mick Schumacher  | Haas-Ferrari          | 1:20.104  | 1:20.465  | N/A       | 15          |
| 16                      | 20  | Kevin Magnussen  | Haas-Ferrari          | 1:20.254  | N/A       | N/A       | 16          |
| 17                      | 5   | Sebastian Vettel | Aston Martin-Mercedes | 1:21.149  | N/A       | N/A       | 17          |
| 18                      | 6   | Nicholas Latifi  | Williams-Mercedes     | 1:21.372  | N/A       | N/A       | 18          |
| DSQ                     | 23  | Alexander Albon  | Williams-Mercedes     | 1:20.135  | N/A       | N/A       | 201         |
| 107 %-gränsen: 1:24.080 |     |                  |                       |           |           |           |             |
| —                       | 18  | Lance Stroll     | Aston Martin-Mercedes | No time   | N/A       | N/A       | 192         |
| Källor:                 |     |                  |                       |           |           |           |             |

Noter
- ^1  – Alexander Albon kvalade in på 16:e plats, men diskvalificerades på grund av att en liter bränsleprov inte kunde tas från hans bil efter kvalet.[10] Han fick dock starta i loppet[9], men fick ett treplaceringsstraff för att ha orsakat en kollision med Stroll i föregående kvalrunda.[11]
- ^2  – Lance Stroll lyckades inte sätta en kvaltid på grund av en kollision med Nicholas Latifi. Han fick dock starta i loppet[9], men fick ett treplaceringsstraff för att ha orsakat kollisionen.[12] Han återfick en placering på grund av att Albon diskvalificerats.[9]

## Loppet
Charles Leclerc vann loppet för Ferrari efter att ha startat från pole position. Leclerc tog här sin första Grand Slam i karriären då han även satte tävlingens snabbaste varv samt ledde varje varv.
| Pos.                                                             | Nr. | Förare           | Konstruktör           | Varv | Tid/Bröt    | Grid | Poäng |
| ---------------------------------------------------------------- | --- | ---------------- | --------------------- | ---- | ----------- | ---- | ----- |
| 1                                                                | 16  | Charles Leclerc  | Ferrari               | 58   | 1:27:46.548 | 1    | 261   |
| 2                                                                | 11  | Sergio Pérez     | Red Bull Racing-RBPT  | 58   | +20.524     | 3    | 18    |
| 3                                                                | 63  | George Russell   | Mercedes              | 58   | +25.593     | 6    | 15    |
| 4                                                                | 44  | Lewis Hamilton   | Mercedes              | 58   | +28.543     | 5    | 12    |
| 5                                                                | 4   | Lando Norris     | McLaren-Mercedes      | 58   | +53.303     | 4    | 10    |
| 6                                                                | 3   | Daniel Ricciardo | McLaren-Mercedes      | 58   | +53.737     | 7    | 8     |
| 7                                                                | 31  | Esteban Ocon     | Alpine-Renault        | 58   | +1:01.683   | 8    | 6     |
| 8                                                                | 77  | Valtteri Bottas  | Alfa Romeo-Ferrari    | 58   | +1:08.439   | 12   | 4     |
| 9                                                                | 10  | Pierre Gasly     | AlphaTauri-RBPT       | 58   | +1:16.221   | 11   | 2     |
| 10                                                               | 23  | Alexander Albon  | Williams-Mercedes     | 58   | +1:19.382   | 20   | 1     |
| 11                                                               | 24  | Zhou Guanyu      | Alfa Romeo-Ferrari    | 58   | +1:21.695   | 14   |       |
| 12                                                               | 18  | Lance Stroll     | Aston Martin-Mercedes | 58   | +1:28.5982  | 19   |       |
| 13                                                               | 47  | Mick Schumacher  | Haas-Ferrari          | 57   | +1 varv     | 15   |       |
| 14                                                               | 20  | Kevin Magnussen  | Haas-Ferrari          | 57   | +1 varv     | 16   |       |
| 15                                                               | 22  | Yuki Tsunoda     | AlphaTauri-RBPT       | 57   | +1 varv     | 13   |       |
| 16                                                               | 6   | Nicholas Latifi  | Williams-Mercedes     | 57   | +1 varv     | 18   |       |
| 17                                                               | 14  | Fernando Alonso  | Alpine-Renault        | 57   | +1 varv     | 10   |       |
| RET                                                              | 1   | Max Verstappen   | Red Bull Racing-RBPT  | 38   | DNF         | 2    |       |
| RET                                                              | 5   | Sebastian Vettel | Aston Martin-Mercedes | 22   | DNF         | 17   |       |
| RET                                                              | 55  | Carlos Sainz Jr. | Ferrari               | 1    | DNF         | 9    |       |
| Snabbaste varvet: Charles Leclerc (Ferrari) – 1:20.260 (varv 58) |     |                  |                       |      |             |      |       |
| Källor:                                                          |     |                  |                       |      |             |      |       |

Notes
- ^1  – Inkluderar en poäng för snabbaste varvet.[14]
- ^2  – Lance Stroll fick ett straff på fem sekunder för att inte hållit rakt spår på målrakan.[13]

## Ställning i mästerskapet efter loppet
| Pos.  | Förare            | Poäng |
| ----- | ----------------- | ----- |
| 1 ▬   | Charles Leclerc   | 71    |
| 2 ▲ 2 | George Russell    | 37    |
| 3 ▼ 1 | Carlos Sainz, Jr. | 33    |
| 4 ▲ 3 | Sergio Pérez      | 30    |
| 5 ▬   | Lewis Hamilton    | 28    |

| Pos.  | Konstruktör      | Poäng |
| ----- | ---------------- | ----- |
| 1 ▬   | Ferrari          | 104   |
| 2 ▬   | Mercedes         | 65    |
| 3 ▬   | Red Bull         | 55    |
| 4 ▲ 4 | McLaren-Mercedes | 24    |
| 4 ▼ 1 | Alpine-Renault   | 22    |

- Notering: Endast de fem bästa placeringarna i vardera mästerskap finns med på listorna.